# Espingole (1900)
Espingole – francuski niszczyciel z początku XX wieku, typu Durandal. Nazwa oznaczała garłacz. "Espingole" zatonął 4 lutego 1903.